# 4009 Дробишевський
4009 Дробишевський  (4009 Drobyshevskij) — астероїд головного поясу, відкритий 13 березня 1977 року.
Тіссеранів параметр щодо Юпітера — 3,197.